# Château de La Tour-Maubourg
 (novembre 2011).
Le château de La Tour-Maubourg est un ancien château sur la commune de Saint-Maurice-de-Lignon, reconstruit à l'instigation de Charles-César de Faÿ de La Tour-Maubourg. 

## Localisation
L'entrée principale du château se trouve sur une infime partie d'une ancienne voie reliant Retournac sur les bords de la Loire à Saint-Pierre-de-Bœuf sur les rives du Rhône.

## Historique
Le domaine de Maubourg, à mi-chemin entre Saint-Étienne et Le Puy-en-Velay, est le berceau d'une importante baronnie diocésaine du Velay à partir du XVIe siècle, qui englobait également le présent château de La Tour et Sainte-Sigolène.

## Description
Il en reste un ensemble de parcs (grand parc et petit parc) de 34 hectares, entouré d'un mur de pierres, qui comprennent plusieurs arbres remarquables, un hêtre et deux chênes de plus de quatre siècles. Le petit parc a été édifié sur les plans d'un paysagiste anglais du début du XIXe.
Les bâtiments consistent en une tour, vestige de l'ancien château, une glacière, construction assez rare dans cette partie de la France, une orangerie, édifiée au XVIIIe siècle par le maréchal de la Tour-Maubourg et le château, composé de quatre bâtiments entourant une cour rectangulaire.
L'entrée d'honneur se trouve sur la façade ouest. À gauche se situe le grand escalier puis, dans l'aile nord, les pièces de service. À droite de l'entrée, des salles de réception : une antichambre, la salle à manger, une suite de trois salons, une grande pièce et la bibliothèque sur la façade est. Sur cette même façade est, après un passage voûté permettant l'accès à la cour intérieure, se trouve la chapelle.
À l'étage, au-dessus des salles de réception se trouve la chambre du marquis suivie par la chambre de Lafayette, des chambres d'apparat et des salons, et à l'angle de l'aile sud et de l'aile est, la chambre de la marquise. Les décors antérieurs aux transformations du XXe siècle menées par les Houillères de la Loire ne subsistent que dans la bibliothèque, la grande salle et la chapelle. On peut également admirer les cheminées et les parquets en orme ou en merisier,,. Une vidéo disponible sur le site YouTube présente le château et le domaine tels qu'ils étaient à la fin du XXe siècle.
Ce château a été édifié au début du XIXe siècle. L'ancien château, détruit sous la Révolution, se composait de trois tours (la plus ancienne devait remonter au XIe siècle) et de corps de bâtiments. Les générations qui s'y sont succédé recouvrent deux familles, les Malet  pendant le Moyen Âge, puis les Faÿ de la Tour-Maubourg, à partir du XVIe siècle.

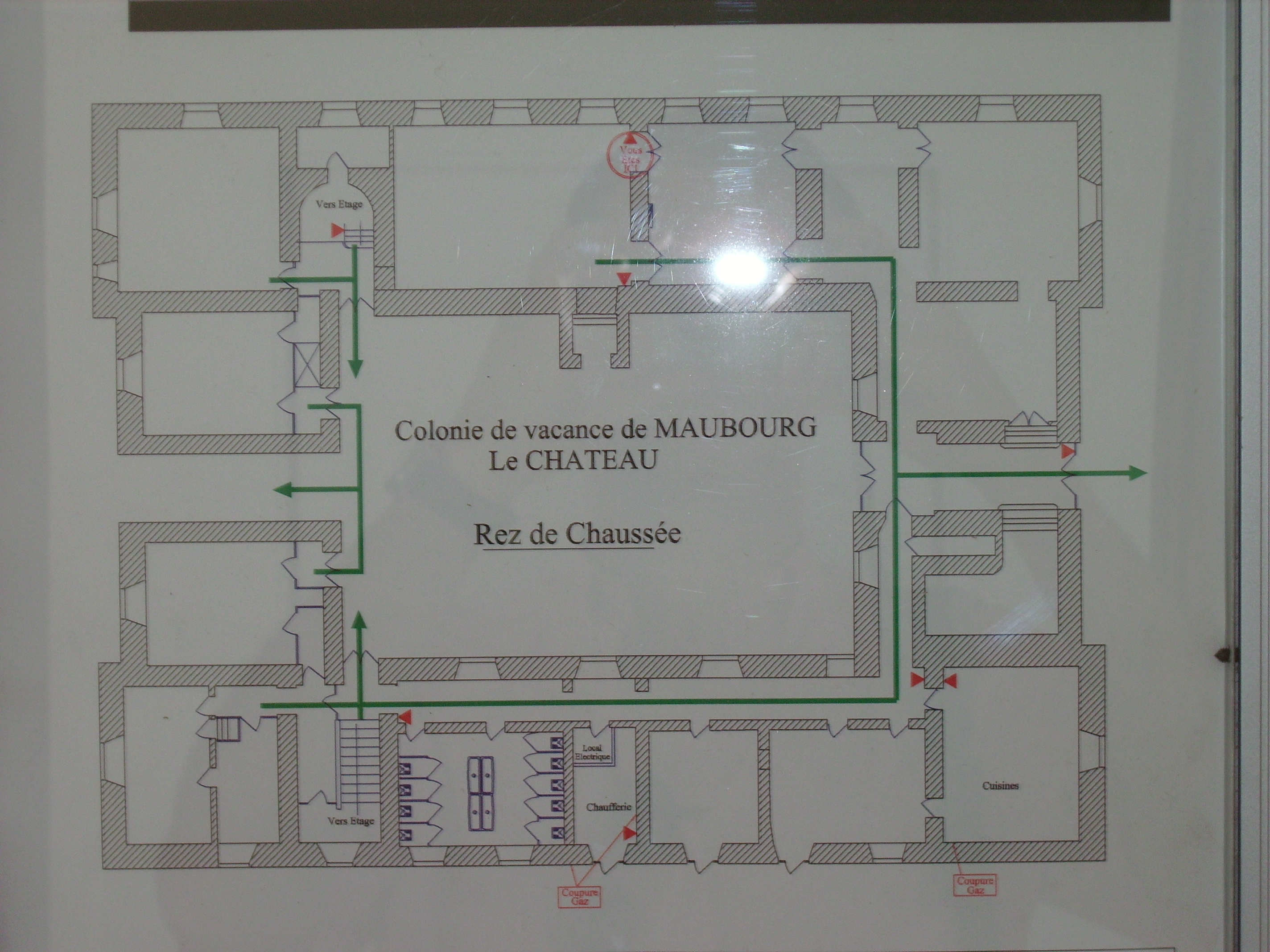
Rez-de-chaussée : on devine le grand escalier à gauche de l'entrée, face ouest. À droite de l'entrée, un salon, la salle à manger en angle, une série de salons et dans l'angle sud-est, la salle de billard. Sur la face ouest, la bibliothèque, un passage puis la chapelle. Sur la face nord, la cuisine et pièces à l'usage des domestiques.

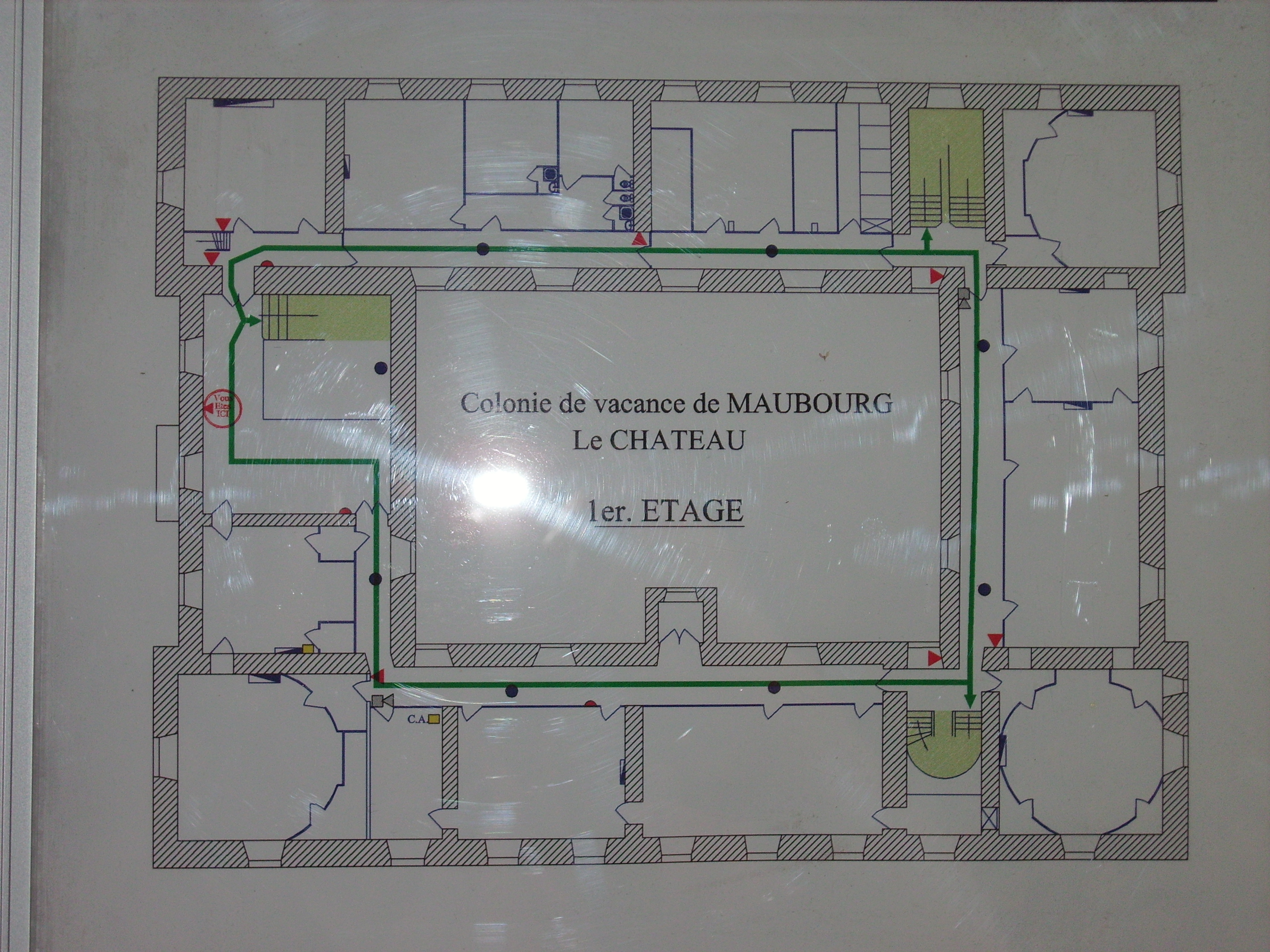
Premier étage : le grand escalier débouche sur un hall avec ensuite la chambre du marquis, la chambre de Lafayette, en angle, des chambres de réception et à l'angle Sud-Est, la chambre ronde de la marquise. Sur ce schéma, manquent toutefois deux cloisons dans les deux pièces adjacentes à cette chambre.

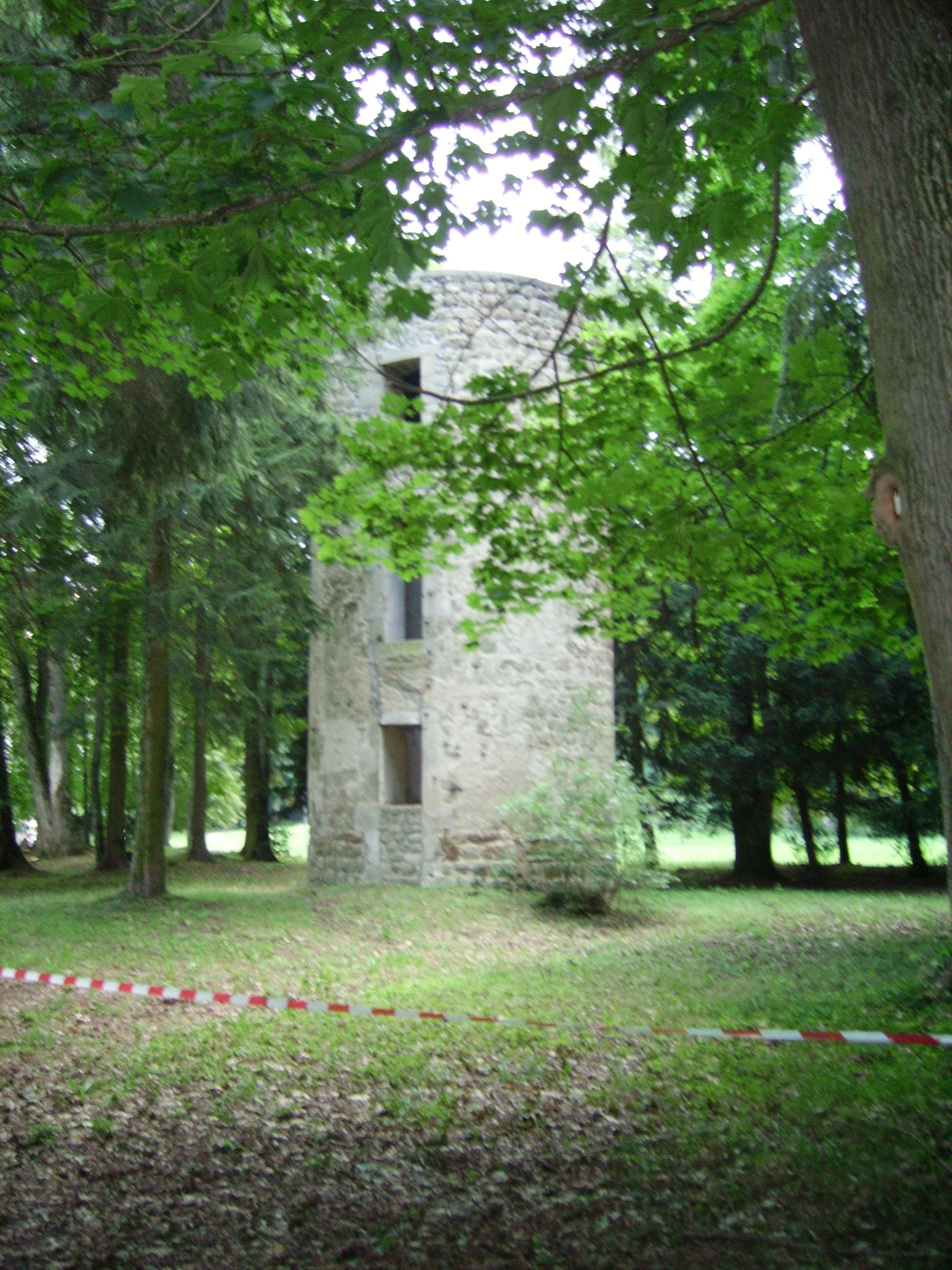
La tour, vestige de l'ancien château.
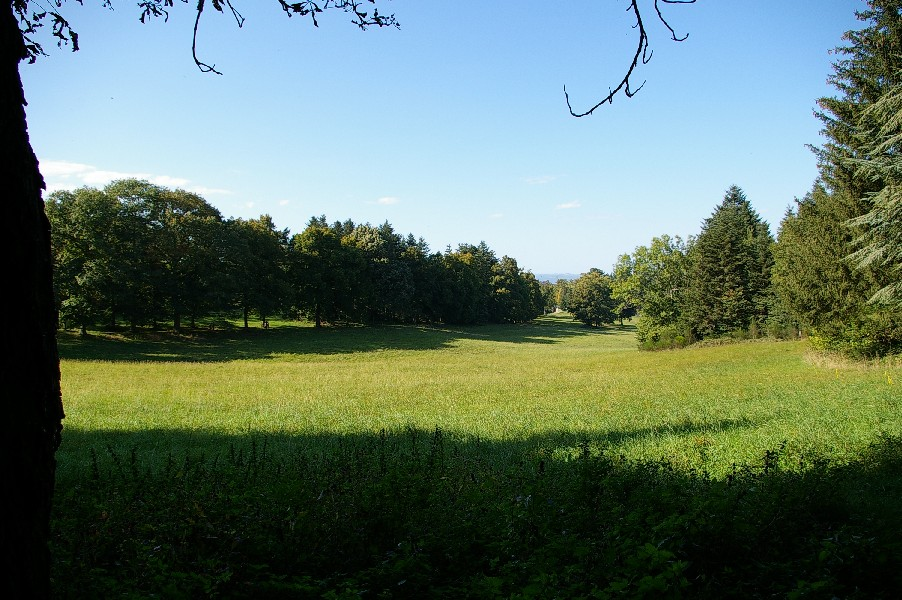
Une vue du parc, partie Sud.
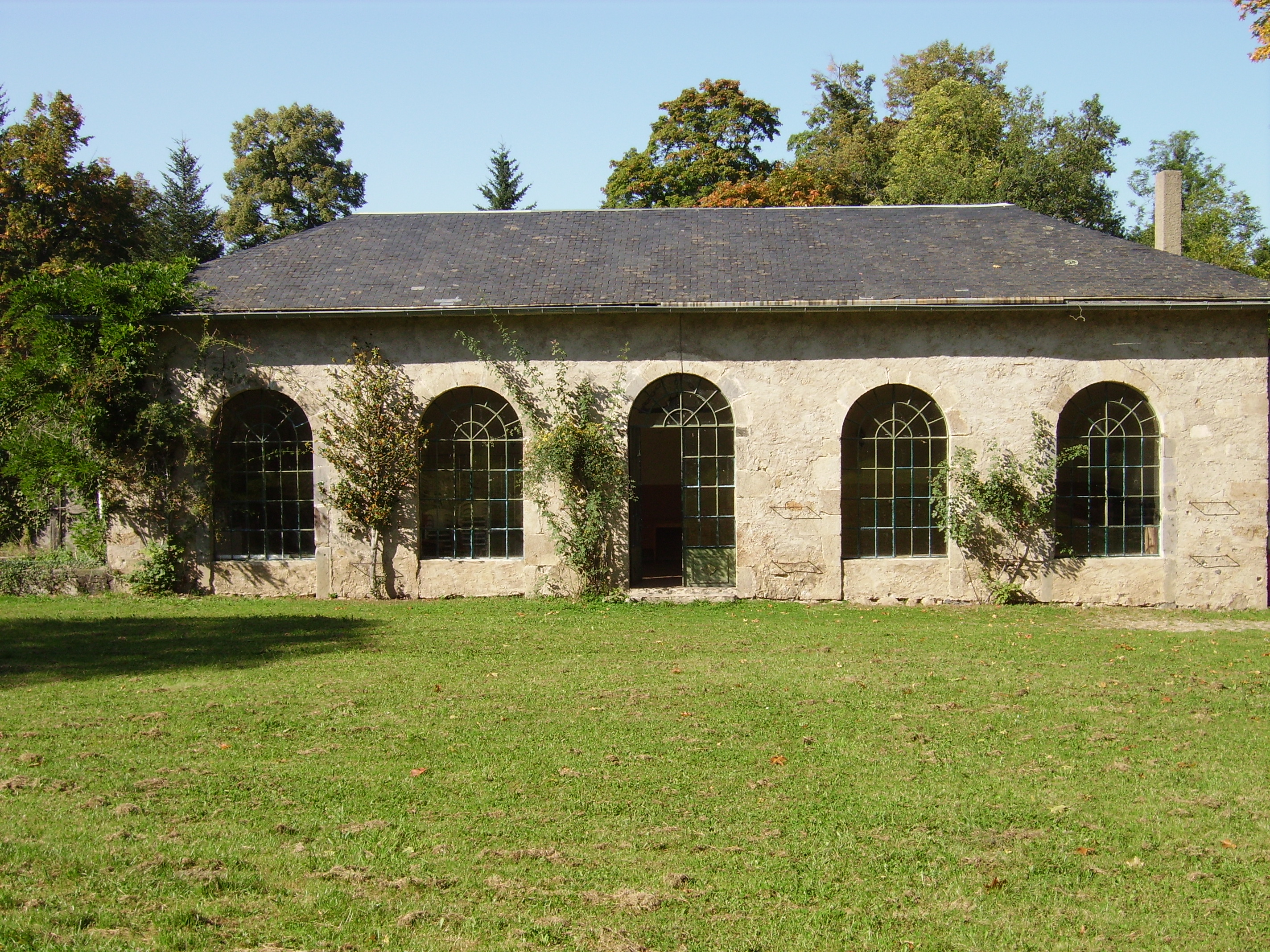
L'orangerie.
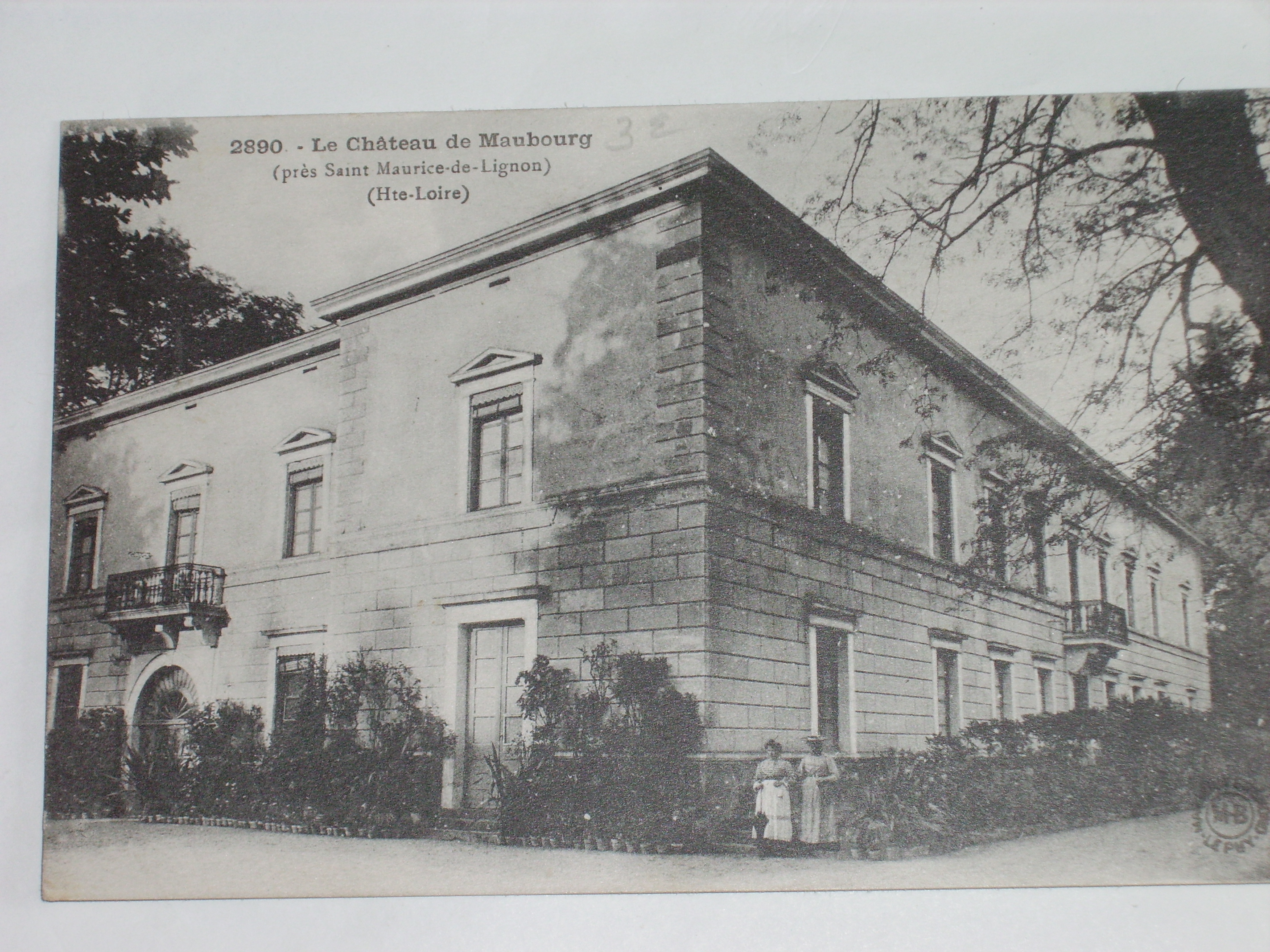
Maubourg au XIXe siècle. La photo représente la façade Ouest avec l'entrée. À l'angle Sud-Ouest se trouvent, au rez-de-chaussée la salle à manger et à l'étage, la chambre de Lafayette.
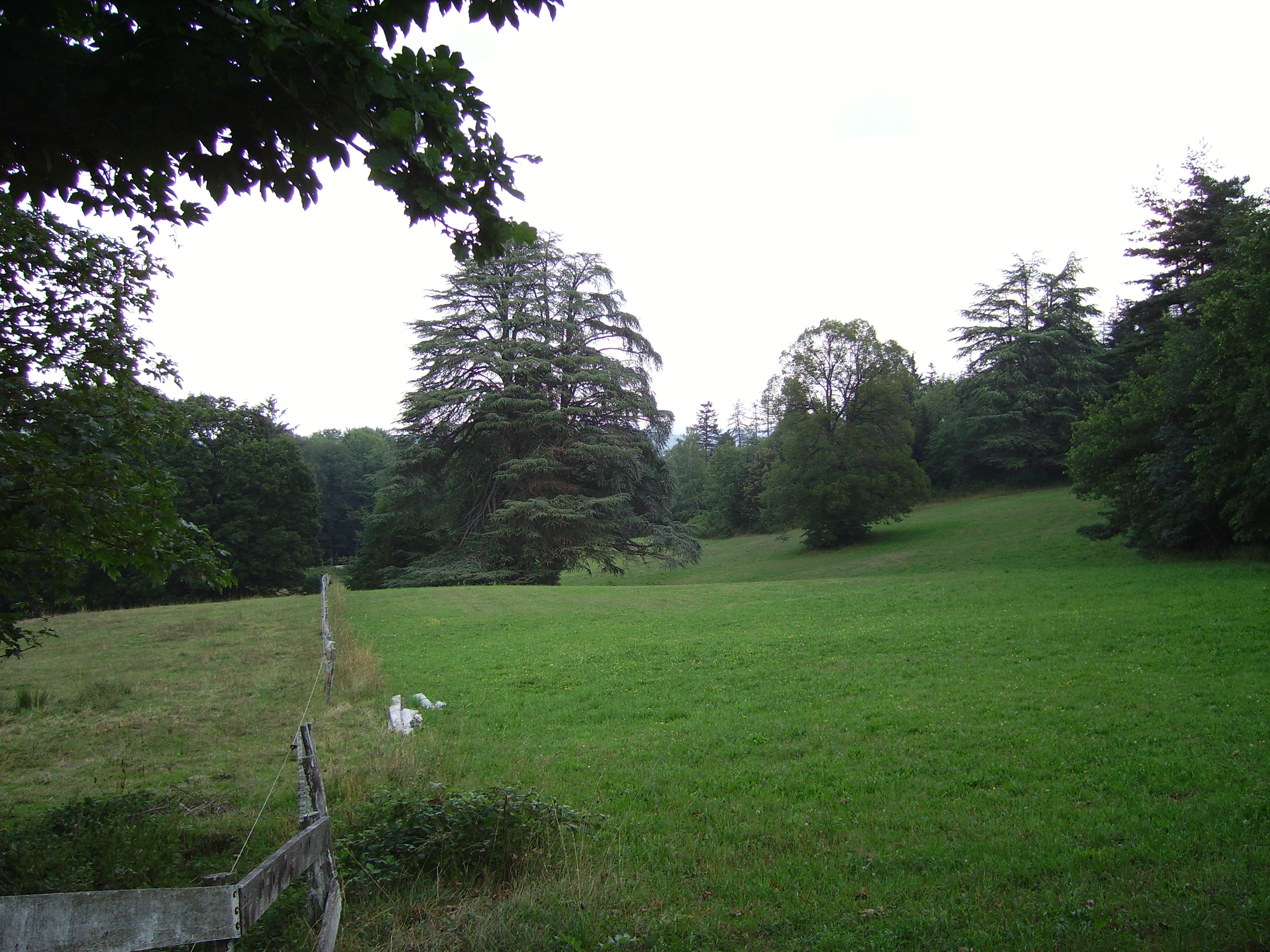
Vue du parc, partie Est.
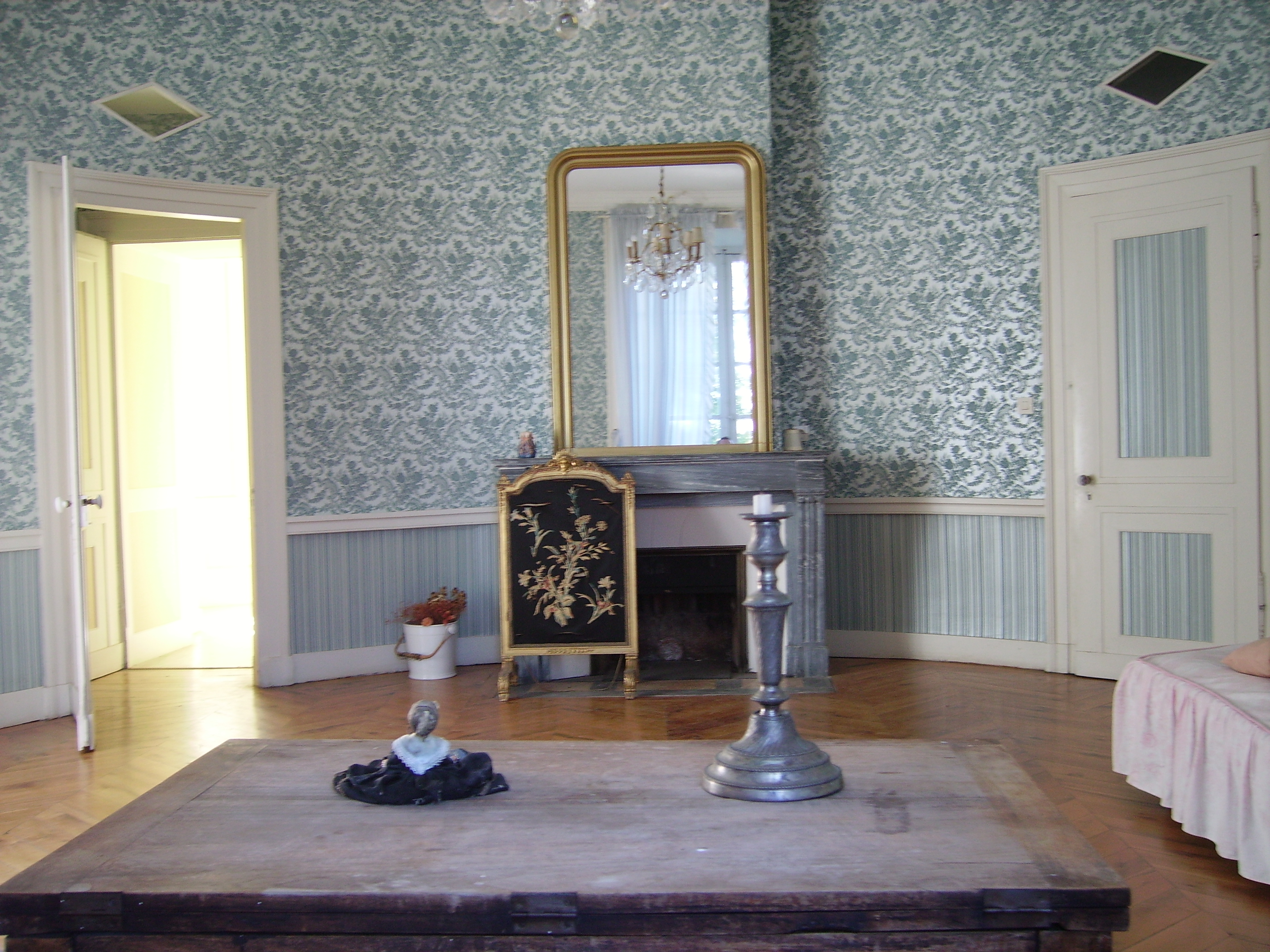
Chambre de la marquise à Maubourg, de forme circulaire à l'angle Sud-Est du château.
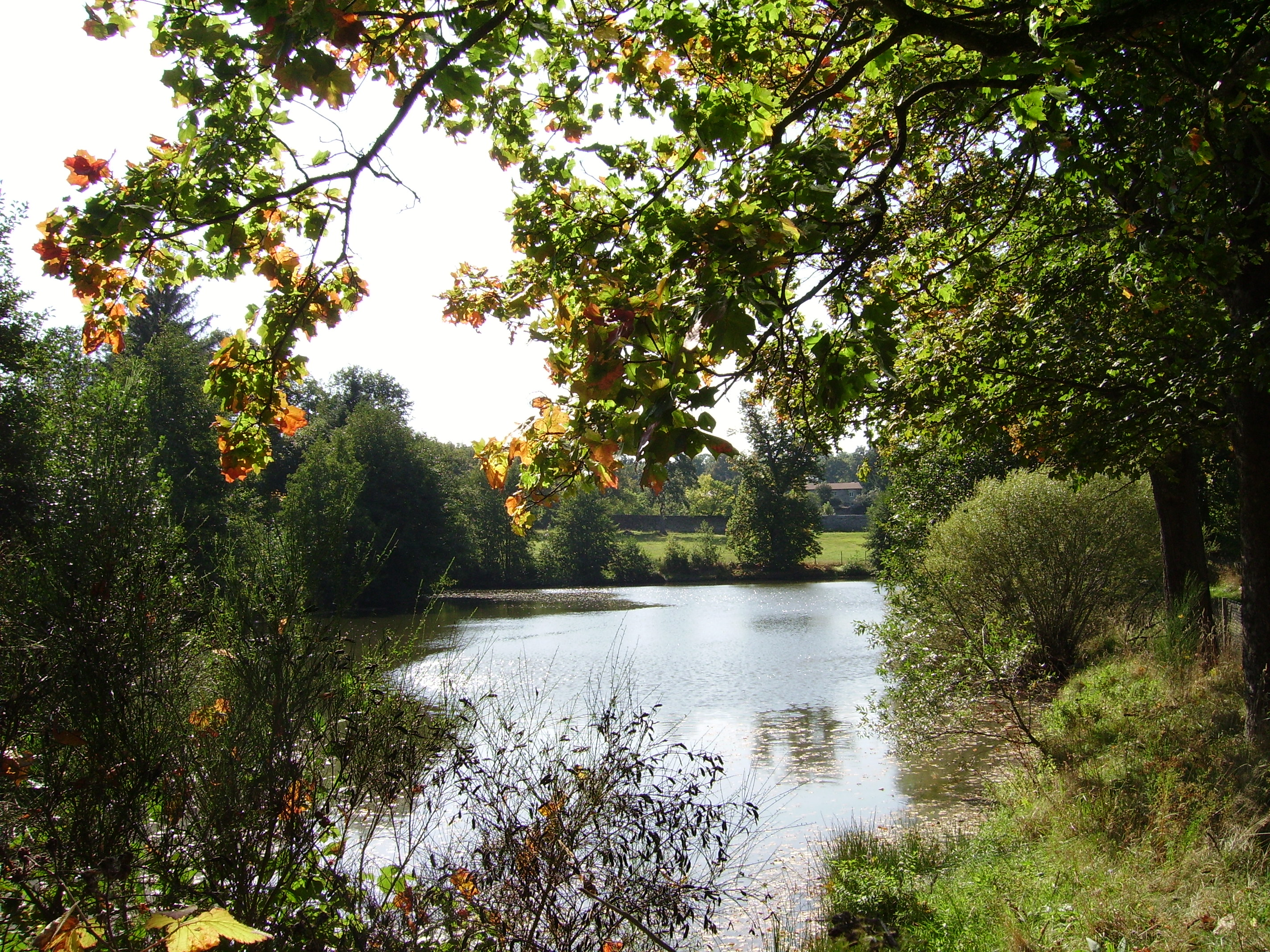
Le grand étang.
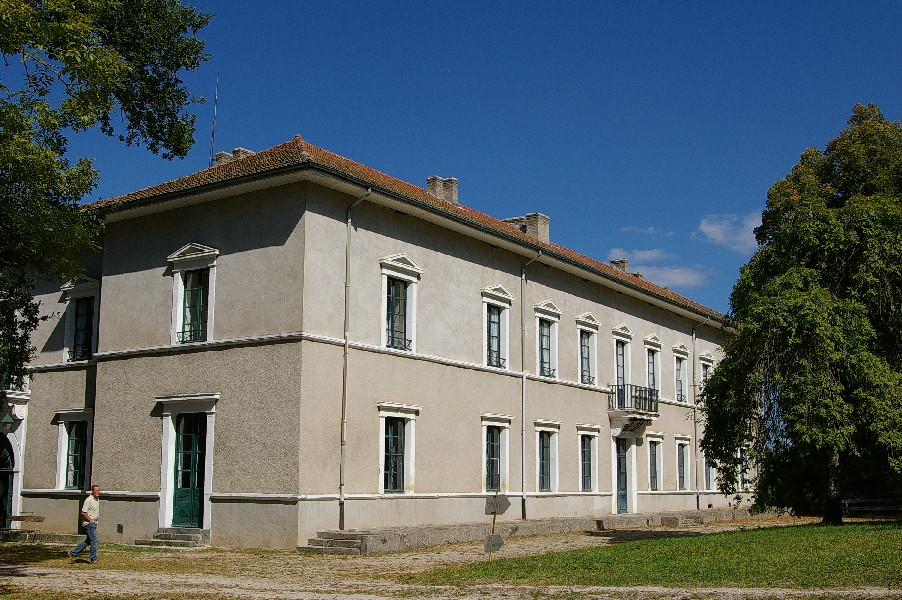
Vue actuelle de Maubourg.

## Chapelle Sainte-Marguerite
En lien avec le domaine de Maubourg, il faut mentionner la chapelle Sainte-Marguerite, au Nord-Ouest de la commune de Saint-Maurice-de-Lignon (alors que le domaine est au Sud-Est). Cette chapelle, démolie pendant la Révolution, fut reconstruite au milieu du XIXe siècle. Initialement édifiée au XVIe siècle sur les lieux d'un miracle : Marguerite Malet de la Tour, héritière de Maubourg avait épousé en 1527 un cousin, Christophe de Faÿ. Ce dernier cherchait à modérer les œuvres de bienfaisance de son épouse. Un matin d'hiver, alors qu'il gelait à pierre fendre, la dame se lève et emporte avec des provisions pour une famille nécessiteuse. En cours de route, elle se retrouve face à son époux, parti à la chasse. 
"Que portez-vous, sous votre manteau ? aurait-il demandé
- Oh, ce ne sont que des fleurs."
L'époux ouvre le manteau et une brassée de roses et de marguerites tombe sur le sol, embaumant l'air d'un suave parfum. Marguerite aurait souhaité être enterrée sur les lieux, qui nous sont rappelés par cette chapelle, au demeurant assez simple. Elle devint par la suite un lieu de pèlerinage.

## Protection
Le château, la tour, la glacière, l'orangerie ainsi que la chapelle funéraire du cimetière de Saint-Maurice-de-Lignon ont été inscrits au titre des monuments historiques en 2007.